# 대티역
대티역(Daeti station, 大峙驛)은 대한민국 부산광역시 사하구 괴정동에 있는 부산 도시철도 1호선의 지하철역이다. 
한자역명은 큰 대(大) 자에 언덕 치(峙) 자로 서울 지하철 3호선의 대치역과 한자가 같다. 이 언덕 치(峙) 자의 경우 원래의 발음은 티였으나 구개음화의 영향으로 치로 바뀌었다. 서울 3호선의 대치역은 구개음화를 적용해서 대치역이 되었으나 이 역은 구개음화를 적용 안 해서 그대로 대티역이 되었다.

## 역사
- 1994년 6월 23일 : 영업 개시
- 2012년 8월 27일 : 대티역 전동차 화재사고 발생
- 2012년 9월 초 : 신평 방면 승강장 리모델링 완료(임시)(부분)
- 2012년 11월 : 벽면 리모델링 착공
- 2012년 12월 : 벽면 리모델링 공사 시작
- 2013년 2월 : 벽면 리모델링 공사 완료
- 2014년 3월 : 반밀폐형 스크린도어 설치 완료
- 2018년 1월 : 부역명 동주대학교 삭제

## 특징
역명은 인근에 있는 대티고개에서 따 왔으며, 주변이 대티고개의 고지대로 둘러싸여 있어서 승강장은 지하 5층에 건설되어 있다. 부산 도시철도 1호선의 모든 역들 중 심도가 가장 깊은 역이다. 인근에 동주대학교, 동주여자중학교, 괴정초등학교가 있다. 대티역은 부산 도시철도 1호선의 4단계 구간(서대신 ~ 신평)의 역으로서 건설되었는데, 서대신 ~ 대티 구간은 대한민국 최초로 TBM 공법을 도입하여 굴착하였다. 2012년 8월 화재 사고가 발생한 후 2013년 2월에 벽면 마감재를 불연재로 교체한 벽면 리모델링 공사가 완공된 데 이어, 이듬해인 2014년 3월에 반밀폐형 스크린도어가 설치되었다. 이 역의 부역명은 동주대학(東洲大學)이었으나, 2018년 1월 1일자로 부역명이 삭제되었다.

## 역 구조
1면 2선식의 부산 도시철도에 1개밖에 없는 곡선 섬식 승강장이 있는 지하역으로, 다대포해수욕장역 방향으로는 마지막 섬식 승강장이다. 2013년 2월에 벽면 리모델링이 완료되었다. 스크린도어가 설치되어 있다. 대티고개에 위치해있어 승강장이 지하 5층으로 지어져 있다. 부산 도시철도 1호선의 역 중에서 가장 깊은 역이다. 곡선의 각도가 꽤 있어, 승강장과 열차사이의 단차가 있으므로 승·하차시 주의하여야 한다. 출구는 4개다.
- 반대편횡단: 가능

### 승강장
| 괴정 ↑   |
| 하상 \|  |
| ↓ 서대신 |

| 상행 | ● 부산 도시철도 1호선 | 다대포해수욕장 방면   |
| 하행 | ● 부산 도시철도 1호선 | 부산역·서면·노포 방면 |

## 승차량 변동
| 역 노선 | 승차 인원 | 승차 인원 | 승차 인원 | 승차 인원 | 승차 인원 | 승차 인원 | 승차 인원 | 승차 인원 | 승차 인원 | 승차 인원 | 승차 인원 | 승차 인원 | 승차 인원 | 승차 인원 |
| 역 노선 | 2002년    | 2003년    | 2004년    | 2005년    | 2006년    | 2007년    | 2008년    | 2009년    | 2010년    | 2011년    | 2012년    | 2013년    | 2014년    | 2015년    |
| ------- | --------- | --------- | --------- | --------- | --------- | --------- | --------- | --------- | --------- | --------- | --------- | --------- | --------- | --------- |
| 1호선   | 5556      | 5046      | 4568      | 4231      | 3635      | 3408      | 3601      | 3707      | 3755      | 4029      | 4037      | 4115      | 4183      | 4187      |

## 사건 사고
2012년 8월 27일 오후 2시 6분에 이 역에서 신평역 방면으로 가던 131편성 전동차(열차번호:1116)에서 화재가 발생하여, 승객 40명이 연기를 마셔 병원에 이송되었다. 이 날 사고로 인해 전동차 천장 일부에 구멍이 나기도 하였고, 승강장 외벽 일부는 그을려 녹아 내리기도 했다. 경찰과 소방 당국은 전동차 전력 공급선인 팬터그래프에서 불꽃이 튀면서 화재가 난 것으로 보고 있다. 승객의 말에 따르면 먼저 펑 하는 소리가 서너번 들렸다고 한다. 이 이유로 손상되었던 가연성의 대티역 벽면 자재를 불연성 자재로 교체하는 벽면 리모델링을 2012년 11월 말에 착공하고, 2012년 12월 말에 리모델링 공사를 시작하고, 2013년 2월에 완료되었다. 또한 사고가 났던 해당 전동차는 2016년 경 소자가 사이리스터 초퍼 제어에서 미쓰비시 기반 현대로템 VVVF-IGBT로 교체 및 전조등이 LED로 교체되었다

## 사진

승강장(노포 방면, 스크린도어 설치 전)
한국 최초로 TBM 공법을 적용하여 굴착한 서대신 ~ 대티 구간

## 인접한 역
| 부산 도시철도 1호선          | 부산 도시철도 1호선   | 부산 도시철도 1호선  |
| ---------------------------- | --------------------- | -------------------- |
| 105 괴정 다대포해수욕장 방면 | ● 부산 도시철도 1호선 | 107 서대신 노포 방면 |